# 32809 Sommerfeld
32809 Sommerfeld è un asteroide della fascia principale. Scoperto nel 1990, presenta un'orbita caratterizzata da un semiasse maggiore pari a 2,9939699 UA e da un'eccentricità di 0,0884865, inclinata di 8,43021° rispetto all'eclittica.